# Güney Dal
 Güney Dal  (Çanakkale, 11 août 1944) est un écrivain turco-allemand, père des acteurs Ceren Dal (* 1973) und Sophie Dal (* 1981).
Il a été journaliste du Sender Freies Berlin (SFB).

## Prix
- 1976 Romanpreis des Verlages Milliyat (Istanbul)
- 1980 Literaturstipendium des Berliner Senats
- 1983 Literaturstipendium des Berliner Senats
- 1985 Literaturstipendium des Berliner Senats
- 1997 Adelbert-von-Chamisso-Preis